# Unbreakable (saga)
La trilogía de Unbreakable, también conocida como la Trilogía Eastrail 177 o también la Trilogía Glass, es una serie de 3 películas estadounidenses de suspenso y superhéroes, una película de género terror psicológico. Las películas fueron escritas, producidas y dirigidas por M. Night Shyamalan. La trilogía consiste en Unbreakable (2000), Split (2016) y Glass (2019). 
Todas las películas cuentan con el personaje de David Dunn. La serie ha sido destacada por sus diferencias con las películas de superhéroes más tradicionales, y el trabajo de Shyamalan se conoce como "el primer universo de superhéroes de autor compartido". Es la primera franquicia de superhéroes que está escrita y dirigida por una persona, en comparación con otras películas populares en el género. Shyamalan ha señalado que, si bien se basa en superhéroes de cómics y tiene referencias sacadas de cómics, en realidad la película no se deriva del propio material sacado de estos cómics. A diferencia de la mayoría de las películas de superhéroes, la serie también se basa generalmente en la realidad y se considera una deconstrucción del género de superhéroes. Por lo tanto, la serie se considera una versión única del género de superhéroes.
El cineasta ha declarado que las películas son historias de origen, de personas con dones únicos, con la intención de reconocer que cada persona tiene algo especial. El protegido ha sido etiquetada como la primera película de superhéroes realista, mientras que Split ha sido llamada la primera historia de origen de un supervillano en solitario, y la primera secuela fantasma (secuela no anunciada como tal antes del estreno de la película, sino que descubierta en el transcurso de esta) de Hollywood.

## Desarrollo
La serie se originó con la película Unbreakable, dirigida por Shyamalan y lanzada en 2000. Cuando M. Night Shyamalan concibió la idea de Unbreakable , el esquema tenía la estructura tradicional de tres partes de un cómic (el "nacimiento" del superhéroe , sus luchas contra los malhechores en general y la batalla definitiva del héroe contra el "archienemigo "). Al encontrar la sección de nacimiento más interesante, decidió escribir Unbreakable como una historia de origen. En ese momento, las películas de superhéroes con temas de cómics eran un nicho, por lo que la película se comercializó como un thriller psicológico como la película de Shyamalan The Sixth Sense , en lugar de una película de superhéroes. Según Shyamalan, "estaba en una llamada de conferencia con el estudio, y decían que no podemos mencionar la palabra 'cómics' o 'superhéroes' porque es demasiado marginal".
Tras su lanzamiento en 2000, Bruce Willis reveló que Unbreakable fue la primera parte de una trilogía planificada. Tanto Willis como Samuel L. Jackson presionaron por una secuela o trilogía, con Willis diciendo "Realmente se construyó como una trilogía", pero Shyamalan expresó incertidumbre y dijo: "No puedo decirle nada sobre ellas". Que la película tuviera una secuela dependía de cómo se desempeñaría en la taquilla. Si bien Unbreakable fue un éxito moderado de taquilla, recaudó US$248 million todo el mundo con un presupuesto de US$75 millones, se desempeñó por debajo de las expectativas, ganando alrededor de un tercio de lo que recaudó "El Sexto Sentido" . Unbreakable ganó más popularidad con el tiempo y posteriormente desarrolló un culto de seguidores, a medida que la audiencia de películas de superhéroes de cómics fue creciendo con el tiempo. Fuera de la carrera de Shyamalan, algunos se han referido a Unbreakable como su mejor trabajo. En cuanto a las películas de superhéroes, que se incluyó en la lista de los 'Top 10 Películas de superhéroes de todos los tiempos' de la revista Time , clasificados en el número cuatro. Quentin Tarantino también incluyó a Unbreakable en su lista de las 20 mejores películas lanzadas desde 1992.
La segunda película, Split, se originó en el personaje de Kevin que había estado en uno de los primeros borradores de Unbreakable, pero Shyamalan había retirado el personaje, afirmando que en ese momento había problemas de equilibrio en la trama. Con Split, introdujo algunas de las escenas que había escrito para Unbreakable en torno a Kevin. Split se convirtió en un éxito de taquilla, con más del 2,000% de retorno de la inversión (ROI), lo que la convierte en la película más rentable de 2017, allanando el camino para una tercera película. Si bien Shyamalan ha declarado que generalmente no es un fanático de hacer secuelas, las estrellas de la primera película, Bruce Willis y Samuel L. Jackson, le pidieron que considerara hacer una secuela. Shyamalan ha dicho que planea una trilogía, con la tercera película, Glass, estrenada en 2019, siendo la última, pero puede continuar produciendo más si la inspiración para escribir el material sigue presente.
| Película    | Fecha de liberación de los EE. UU.   | Director           | Guionista          | Historia por       | Productores                 | Productores        |
| ----------- | ------------------------------------ | ------------------ | ------------------ | ------------------ | --------------------------- | ------------------ |
| Unbreakable | 22 de noviembre de 2000 (2000-11-22) | M. Night Shyamalan | M. Night Shyamalan | M. Night Shyamalan | Barry Mendel & Sam Mercer   | M. Night Shyamalan |
| Split       | 20 de enero de 2017 (2017-01-20)     | M. Night Shyamalan | M. Night Shyamalan | M. Night Shyamalan | Jason Blum & Marc Bienstock | M. Night Shyamalan |
| Glass       | 18 de enero de 2019 (2019-01-18)     | M. Night Shyamalan | M. Night Shyamalan | M. Night Shyamalan | Jason Blum & Marc Bienstock | M. Night Shyamalan |

### Unbreakable(2000)
David Dunn es el único superviviente de un devastador choque de trenes. Elijah Price es un extraño misterioso que ofrece una explicación extraña de por qué David escapó sin un solo rasguño, una explicación que amenaza con cambiar la familia de David y su vida para siempre. 
Durante el rodaje de "EL sexto Sentido" , M. Night Shyamalan se acercó a Bruce Willis para el papel de David Dunn. Algún tiempo después, se anunció que Samuel L. Jackson junto con Willis, serían los dos protagonistas de la película. Antes de la producción de la película, Jackson se reunió con Willis para hablar sobre el guion. El rodaje principal comenzó el 25 de abril de 2000 y terminó en junio del mismo año. 

### Split[23](2016)
Kevin Wendell Crumb ha demostrado 23 personalidades a su psiquiatra de confianza, la Dra. Karen Fletcher, aunque todavía hay una personalidad sumergida que está lista para materializarse y dominar a todas las demás. Forzado a secuestrar a tres adolescentes lideradas por Casey Cooke, Kevin llega a una guerra de supervivencia entre todos aquellas personalidades que se encuentran dentro de él, así como a todos los que lo rodean, mientras las paredes entre sus compartimentos que separan a sus personalidades se rompen. 
En octubre de 2015, James McAvoy fue elegido como el principal antagonista de la película, Kevin Wendell Crumb. Originalmente, Joaquin Phoenix fue elegido para el papel. El mismo mes, Anya Taylor-Joy , Betty Buckley , Jessica Sula y Haley Lu Richardson fueron elegidas para la película. Tras los anuncios del reparto, Universal Pictures reveló el título de la película como Split. El rodáje principal comenzó en noviembre de 2015 y finalizó en junio de 2016.

### Glass(2019)
Luego de los eventos de Split, el guardia de seguridad David Dunn usa su fuerza suprema y sus habilidades sobrenaturales para rastrear a Kevin Wendell Crumb, un hombre perturbado que tiene 24 personalidades. Mientras David y Kevin se involucran en una serie de encuentros en escalada, Elijah Price organiza todo desde el fondo, a la vez que guarda secretos críticos para ambos hombres. 
Bruce Willis , Samuel L. Jackson , Spencer Treat Clark , Charlayne Woodard , James McAvoy y Anya Taylor-Joy están preparados para repetir sus roles de El protegido y Split . En julio de 2017, Sarah Paulson fue elegida como un nuevo personaje. En noviembre, Adam David Thompson fue elegido para un papel no revelado. El rodaje principal comenzó en octubre y terminó en diciembre de 2017.

## Futuro
Aunque la serie está programada como una trilogía, Shyamalan mencionó que estaría abierto a una continuación si la inspiración le llegara.

## Temas
Si bien las tres películas son películas de superhéroes, en las que se presentan "súper" poderes poco realistas, Shyamalan señala que uno de los temas principales de las películas es que hay poderes extraordinarios en todas las personas. También señala que, en lugar de ser una "película de cómics", cada uno de ellas es una película sobre cómics. Mientras las películas están conectadas, cada una tiene un estilo separado. Unbreakable es una película de misterio, sobre un hombre que es el único superviviente de un catastrófico accidente de tren. Split es una película de terror que explora la historia original de un supervillano, mientras que Shyamalan ha declarado que Glass también tendrá una sensación temática diferente. El productor Jason Blum se ha referido a ellos como "películas de superhéroes", señalando que son muy diferentes de las películas de Marvel Studios.

## Reparto y equipo

### Reparto
| Personaje                                      | Unbreakable                            | Split                        | Glass                                  |
| Personaje                                      | 2000                                   | 2016                         | 2019                                   |
| ---------------------------------------------- | -------------------------------------- | ---------------------------- | -------------------------------------- |
| David Dunn The Green Guard/The Overseer        | Bruce Willis Davis Duffield            | Bruce Willis                 | Bruce Willis Colin Becker              |
| Elija Price The Mastermind / Mr. Glass         | Samuel L. Jackson Johnny Hiram Jamison |                              | Samuel L. Jackson Johnny Hiram Jamison |
| Kevin Wendell Crumb The Collective / The Horde | Joey Hazinsky                          | James McAvoy                 | James McAvoy Owen Vitullo              |
| Joseph Dunn                                    | Spencer Treat Clark                    |                              | Spencer Treat Clark                    |
| Señora Price                                   | Charlayne woodard                      |                              | Charlayne woodard                      |
| Señora Crumb                                   | Dianne Cotten Murphy                   | Rosemary Howard              | Rosemary Howard                        |
| Casey Cooke                                    |                                        | Anya Taylor-Joy Izzie Coffey | Anya Taylor-Joy                        |
| Audrey Dunn                                    | Robin Wright Penn Laura regan          |                              | Robin wright                           |
| Jai Stadium Drug Dealer/Apartment Security     | M. Night Shyamalan                     | M. Night Shyamalan           | M. Night Shyamalan                     |
| Dr. Dubin                                      | Michael Kelly                          |                              |                                        |
| Dr. Mathison                                   | Eamonn Walker                          |                              |                                        |
| El hombre naranja                              | Chance Kelly                           |                              |                                        |
| Dra. Karen Fletcher                            |                                        | Betty Buckley                |                                        |
| Claire Benoit                                  |                                        | Haley Lu Richardson          |                                        |
| Marcia                                         |                                        | Jessica sula                 |                                        |
| John Cooke                                     |                                        | Brad William Henke           |                                        |
| Sr. Cooke                                      |                                        | Sebastian Arcelus            |                                        |
| Clarence Wendell Crumb                         |                                        |                              | Bryan McElroy                          |
| Dra. Ellie Staple                              |                                        |                              | Sarah Paulson                          |
| Daryl                                          |                                        |                              | Adam David Thompson                    |
| Pierce                                         |                                        |                              | Luke Kirby                             |

| Película    | Compositor (es)     | Editor                            | Cinematógrafo  | Compañías de Producción                                                                                      | Compañías distribuidoras                     | Tiempo de ejecución |
| ----------- | ------------------- | --------------------------------- | -------------- | --- | -------------------------------------------- | ------------------- |
| Unbreakable | James Newton Howard | Dylan Tichenor                    | Eduardo Serra  | - Touchstone Pictures - Blinding Edge Pictures - Barry Mendel Productions - Limited Edition Productions Inc. | Buena Vista Pictures                         | 106 minutos         |
| Split       | West Dylan Thordson | Luke Franco Ciarrocchi            | Mike Gioulakis | - Blinding Edge Pictures - Blumhouse Productions                                                             | Universal Pictures                           | 117 minutos         |
| Glass       | West Dylan Thordson | Luke Franco Ciarrocchi Blu Murray | Mike Gioulakis | - Buena Vista Internacional - Blinding Edge Pictures - Blumhouse Productions                                 | Universal Pictures Buena Vista International | 128 minutos         |
| Total       | Total               | Total                             | Total          | Total | Total                                        | 351 minutos         |

## Recepción

### Rendimiento taquilla
Unbreakable fue un éxito moderado de taquilla, recaudando US$248,1 million en ventas de boletos con un presupuesto de US$75 million , pero hubo un beneficio mínimo y se desempeñó por debajo de lo esperado, ganando aproximadamente un tercio de lo que The Sixth Sense recaudó. Unbreakable tuvo un bajo desempeño en la taquilla debido a varias razones, principalmente porque muchas personas esperaban que fuera una película similar a la exitosa película de terror psicológico de Shyamalan, The Sixth Sense, que no era. 
Split recaudó $278 millones contra un presupuesto de $9 millones, convirtiéndose en un sorprendente éxito de taquilla. Split se convirtió en un éxito de taquilla, con un retorno de la inversión (ROI) de más del 2,000%, lo que la convierte en la película más rentable de 2017 y la 11.ª película más rentable de todos los tiempos.
| Película    | Fecha de lanzamiento en Estados Unidos | Bruto estadounidense | Bruto internacional | Bruto mundial | Presupuesto    | Ref    |
| ----------- | -------------------------------------- | -------------------- | ------------------- | ------------- | -------------- | ------ |
| Unbreakable | 22 de noviembre de 2000                | $ 95,011,339         | $ 153,106,782       | $ 248,118,121 | $ 75 millones  | [ 15 ] |
| Split       | 20 de enero de 2017                    | $ 138,291,365        | $ 140,162,993       | $ 278,454,358 | $ 9 millones   | [ 31 ] |
| Glass       | 18 de enero de 2019                    | $ 111,048,468        | $ 135,950,571       | $ 246,999,039 | $ 20 millones  | [ 32 ] |
| Total       | Total                                  | $ 344,351,172        | $ 429,220,346       | $ 773,571,518 | $ 104 millones | [ 33 ] |

### Recepción de la crítica
| Película    | Rotten Tomatoes   | Rotten Tomatoes      | Rotten Tomatoes      | Metacritic      | Metacritic      | CinemaScore | IMDb                | FilmAffinity        |
| Película    | Críticos          | Críticos importantes | Audiencia            | Críticos        | Audiencia       | CinemaScore | IMDb                | FilmAffinity        |
| ----------- | ----------------- | -------------------- | -------------------- | --------------- | --------------- | ----------- | ------------------- | ------------------- |
| Unbreakable | 70% (174 reseñas) | 60% (45 reseñas)     | 77% (250 000 votos)  | 62 (31 reseñas) | 8.3 (668 votos) | C           | 7.3 (430 000 votos) | 6.7 (578 741 votos) |
| Split       | 78% (313 reseñas) | 70% (71 reseñas)     | 79% (50 000 votos)   | 63 (48 reseñas) | 7.0 (871 votos) | B +         | 7.3 (523 000 votos) | 6.6 (45 331 votos)  |
| Glass       | 37% (409 reseñas) | 29% (73 reseñas)     | 67% (10 000 reseñas) | 43 (53 reseñas) | 6.5 (586 votos) | B           | 6.6 (256 000 votos) | 6.2 (24 470 votos)  |
| Promedio    | 62%               | 53%                  | 74%                  | 56              | 7.2             | B-          | 7.1                 | 6.5                 |

### Reconocimientos
| Película    | Premio                                  | Fecha de la ceremonia   | Categoría | Destinatarios | Resultado | Referencias |
| ----------- | --------------------------------------- | ----------------------- | --- | --- | --------- | ----------- |
| Unbreakable | Premio Saturno                          | 12 de junio de 2001     | Mejor acción / aventura / película de suspenso \| rowspan="" style="background-color:none;color:black; text-align:center; vertical-align:middle;" \| | Mejor acción / aventura / película de suspenso \| rowspan="" style="background-color:none;color:black; text-align:center; vertical-align:middle;" \|     | [ 49 ]    |             |
| Unbreakable | Premio Black Reel                       | 12 de febrero de 2001   | Mejor cartel de película \| rowspan="" style="background-color:none;color:black; text-align:center; vertical-align:middle;" \|                       | Mejor cartel de película \| rowspan="" style="background-color:none;color:black; text-align:center; vertical-align:middle;" \|                           | [ 50 ]    |             |
| Unbreakable | Premio Golden Trailer                   | 2001                    | Mejor película de terror / suspenso \| rowspan="" style="background-color:none;color:black; text-align:center; vertical-align:middle;" \|            | Mejor película de terror / suspenso \| rowspan="" style="background-color:none;color:black; text-align:center; vertical-align:middle;" \|                | [ 51 ]    |             |
| Unbreakable | Premios Blockbuster Entertainment       | 10 de abril de 2001     | Actor Favorito - Suspenso | Bruce Willis \| rowspan="" style="background-color:none;color:black; text-align:center; vertical-align:middle;" \|                                       | [ 52 ]    |             |
| Unbreakable | Premios Blockbuster Entertainment       | 10 de abril de 2001     | Actor Favorito - Suspenso | Samuel L. Jackson \| rowspan="" style="background-color:none;color:black; text-align:center; vertical-align:middle;" \|                                  | [ 52 ]    |             |
| Unbreakable | Premios Blockbuster Entertainment       | 10 de abril de 2001     | Actor de reparto favorito - Suspense | Spencer Treat Clark \| rowspan="" style="background-color:none;color:black; text-align:center; vertical-align:middle;" \|                                | [ 52 ]    |             |
| Unbreakable | Premios Blockbuster Entertainment       | 10 de abril de 2001     | Actriz de reparto favorita - Suspenso | Robin Wright Penn \| rowspan="" style="background-color:none;color:black; text-align:center; vertical-align:middle;" \|                                  | [ 52 ]    |             |
| Unbreakable | Premio Bram Stoker                      | 2001                    | Mejor guion | M. Noche Shayamalan \| rowspan="" style="background-color:none;color:black; text-align:center; vertical-align:middle;" \|                                | [ 53 ]    |             |
| Unbreakable | Premio nebulosa                         | 28 de abril de 2001     | rowspan="" style="background-color:none;color:black; text-align:center; vertical-align:middle;" \|                                                   | M. Noche Shayamalan \| rowspan="" style="background-color:none;color:black; text-align:center; vertical-align:middle;" \|                                | [ 54 ]    |             |
| Unbreakable | Premio Internacional de Horror Guild    | 1 de septiembre de 2001 | La mejor película \| rowspan="" style="background-color:none;color:black; text-align:center; vertical-align:middle;" \|                              | La mejor película \| rowspan="" style="background-color:none;color:black; text-align:center; vertical-align:middle;" \|                                  | [ 55 ]    |             |
| Split       | Círculo de críticos de cine de Londres  | 22 de enero de 2017     | Joven intérprete británico / irlandés del año | Anya Taylor-Joy (también para Morgan y The Witch ) \| rowspan="" style="background-color:none;color:black; text-align:center; vertical-align:middle;" \| | [ 56 ]    |             |
| Split       | MTV Movie & TV Awards                   | 7 de mayo de 2017       | Mejor actor en una película | James McAvoy \| rowspan="" style="background-color:none;color:black; text-align:center; vertical-align:middle;" \|                                       | [ 57 ]    |             |
| Split       | Premios Saturn                          | 28 de junio de 2017     | Mejor película de suspense | rowspan="" style="background-color:none;color:black; text-align:center; vertical-align:middle;" \|                                                       | [ 58 ]    |             |
| Split       | Premios Saturn                          | 28 de junio de 2017     | Mejor actriz secundaria | Betty Buckley \| rowspan="" style="background-color:none;color:black; text-align:center; vertical-align:middle;" \|                                      | [ 58 ]    |             |
| Split       | Premios Teen Choice                     | 13 de agosto de 2017    | Elección de la película: villano | rowspan="" style="background-color:none;color:black; text-align:center; vertical-align:middle;" \|                                                       | [ 59 ]    |             |
| Split       | San Diego Film Critics Society          | 11 de diciembre de 2017 | Mejor actor | rowspan="" style="background-color:none;color:black; text-align:center; vertical-align:middle;" \|                                                       | <br>      |             |
| Split       | Sociedad de críticos de cine de Seattle | 18 de diciembre de 2017 | Villano del año | rowspan="" style="background-color:none;color:black; text-align:center; vertical-align:middle;" \|                                                       | [ 62 ]    |             |
| Split       | Casting Society of America              | 18 de enero de 2018     | Estudio o independiente - Drama | rowspan="" style="background-color:none;color:black; text-align:center; vertical-align:middle;" \|                                                       | [ 63 ]    |             |
| Split       | Premios Imperio                         | 18 de marzo de 2018     | Mejor película de terror | rowspan="" style="background-color:none;color:black; text-align:center; vertical-align:middle;" \|                                                       | <br>      |             |